# Балан Євген
Євген Балан (нар. 1967, Боярка) — український серійний вбивця та ґвалтівник, який з 2006 по 2011 рік у Фастові та його околицях убив дев'ятьох людей, у тому числі знайомих і свою пасербицю.
Заарештований випадковим перехожим за спробу вбивства та зґвалтування, він незабаром зізнався в решті злочинів, був судимий, засуджений і засуджений до довічного ув'язнення.